# NGC 1380
NGC 1380 is een lensvormig sterrenstelsel in het sterrenbeeld Oven. Het hemelobject werd op 2 september 1826 ontdekt door de Schotse astronoom James Dunlop. NGC 1380 maakt deel uit van de kleine Fornaxcluster, die 58 sterrenstelsels bevat.

## Synoniemen
- ESO 358-28
- MCG -6-9-2
- AM 0334-350
- FCC 167
- IRAS03345-3508
- PGC 13318